# Juan Varela-Portas y Pardo

Su pasión por el deporte le llevó a la fundación del equipo Club Baloncesto Breogán de Lugo.

Juan Varela-Portas y Pardo (Lugo, 17 de noviembre de 1930 – Madrid, 27 de febrero de 2010) fue una persona de relevancia en la vida deportiva, social, económica y empresarial de la ciudad de Lugo, España. 

## Biografía
La muerte de su padre cuando tenía 28 años cambió el rumbo de su vida. Hubiera sido abogado del Estado y sin embargo, las circunstancias familiares le llevaron al mundo de la empresa en la década de los 60. Juan Varela Portas y Pardo se casó en Madrid el 9 de noviembre de 1963 con Piedad Orduña Toledo (Madrid 7 de enero de 1935- 20 de enero de 2007). Tuvieron tres hijos: Juan (Madrid, 27 de diciembre de 1964), Piedad (Madrid, 23 de febrero de 1965) y Nuria (Lugo, 23 de enero de 1969).

## Trayectoria profesional
Junto a sus hermanos José Ramón, Víctor, Javier y Santiago, Juan Varela Portas y Pardo funda el Club Baloncesto Breogán en 1966. En cuanto al ámbito económico y empresarial, creó más de 500 puestos de trabajo y tuvo cargos de responsabilidad en Gallega de Piensos, Sánders España, Granja Ramil, Matadero de la Puebla, Sociedad Anónima de Granitos y Mármoles, Garaje Villares y Granja de Vilane.
En 1996 emprendió la que sería su última aventura vital y creó Pazo de Vilane, un proyecto familiar ubicado en Antas de Ulla, Lugo, Galicia, basado en tres líneas de actuación: la recuperación de patrimonio, el desarrollo sostenible de la comarca y el entorno natural. Su hija pequeña, Nuria, asume la gestión de la producción artesanal del huevo de gallinas camperas, mermeladas de frambuesa y arándanos y tomate ecológico. Unos años después se unen Piedad y Juan, sus hijos mayores.

## Condecoraciones
Se convirtió en Lucense del Año con 37 años y a los 40, en 1968, fue elegido Presidente de la Cámara de Comercio de Lugo, cargo que desempeñó durante ocho años, hasta 1976. También recibió la Medalla de Oro del Consejo Superior de Cámaras de Comercio, Industria y Navegación de España.
En 2011, la Junta de Galicia concedió las primeras Distinciones al Mérito Deportivo de Galicia a 38 personas e instituciones por su labor de promoción y fomento del deporte y de la educación física en Galicia. Dos de los galardonados fueron José Ramón Varela-Portas y Pardo y Juan Varela-Portas y Pardo (a título póstumo).